# Veronica Gentili
Veronica Gentili (Roma, 9 de julio de 1982) es una periodista, presentadora de televisión y actriz italiana.

## Biografía
Veronica Gentili nació el 9 de julio de 1982 en Roma (Italia), hija del abogado Giuseppe Gentili y de la galerista Netta Vespignani, quien falleció el 31 de marzo de 2021.

## Carrera
Veronica Gentili, después de estudios clásicos en la escuela secundaria estatal Terenzio Mamiani, se graduó de la Academia Nacional de Arte Dramático Silvio D'Amico en 2006. El 9 de agosto del mismo año Silvano Toti debutó tanto como actriz como guionista y directora en el Gigi Proietti Globe Theatre con Otelo de William Shakespeare en la versión traducida por Salvatore Quasimodo. Estreno representado durante cuatro noches consecutivas y que también contó con Davide Lorino en el papel del Moro di Venezia, Verónica en el de Desdemona, Francesco Montanari en Montano, Roberto Pappalardo (codirector) en Yago, Guja Quaranta (hija del ganador del Oscar Gianni Quaranta) en Bianca, Giorgia Salari en Emilia, Alessandro Scaretti en Roderigo y Matteo Taranto en Cassio.
Para el cine, años antes había participado en la película Come te nessuno mai de Gabriele Muccino en 1999. Para televisión y teatro, también ha colaborado en la redacción de algunos guiones.
De 2006 a 2013, además del teatro, formó parte del elenco de 16 largometrajes, cortometrajes, ficción y series de televisión. Parcialmente suspendida la actividad actoral a favor del periodismo, la colaboración con Il Fatto Quotidiano comienza el 21 de junio de 2013 y luego pasa a la dirección de la columna semanal Facce di Casta a partir del 21 de marzo de 2016, todos los lunes. Está inscrita en el registro de periodistas publicistas desde el 17 de marzo de 2015. Paralelamente a su compromiso con Il Fatto, adquirió notoriedad como comentarista en diversas retransmisiones de actualidad y política, principalmente en LA7 (Piazzapulita, Coffee Break, L'aria che tira), y en los canales de Mediaset en Dalla vostra parte (Rete 4). Para Sky Arte la encontramos junto a Dario Vergassola en Estás en un país maravilloso y en Radio 24 en I Funamboli, La transición a coanfitrión se produce en la primavera de 2018 para el programa Stasera Italia donde, además de comentar las elecciones políticas italianas de 2018 conducirá la misma charla (alternando con Barbara Palombelli) en las versiones: Stasera Italia Weekend y durante las vacaciones de verano y durante las vacaciones de Navidad Stasera Italia News.
Entre finales de verano y principios de otoño de 2021, debutó con dos nuevos programas de fondo de género sociopolítico y huecograbado: Buoni o cattivi el martes en Italia 1 y desde el 11 de septiembre Controcorrente siempre en Rete 4 producido por Videonews, dirigido por Donato Pisani (autores Anna Corti, Alessandro Montanari, Giuseppe Dimasi); en directo desde el Centro Safa Palatino todos los fines de semana en prime time de acceso y en prime time con la spin-off Controcorrente - Prima serata.
A Buoni o cattivi, que se emitió durante cuatro episodios del 7 al 28 de septiembre, fue presentado por los raperos Emis Killa y Clementino, la periodista deportiva Diletta Leotta y el velocista Marcell Jacobs. Numerosos líderes políticos italianos fueron entrevistados en su carrera, primero en Stasera Italia, luego en Controcorrente; de Giuseppe Conte durante su Presidencia del Consejo a Giorgia Meloni, de Silvio Berlusconi a Matteo Salvini, de Vincenzo De Luca a Matteo Renzi, de Enrico Letta a Carlo Calenda, sobre todo en la parte inicial de la actual programación dominical, reservada principalmente a debate a las dos con la casera.
En 2020 recibió el Premio Sulmona de Periodismo. En el mismo año fue incluida en la lista de 100 mujeres exitosas elaborada por la revista Forbes.

### Los años del teatro
En el episodio del 1 de diciembre de 2021 del Maurizio Costanzo Show, a propósito de su salida momentánea de la actuación, afirmó que: en realidad nunca me he ido realmente, queda un pedazo adentro. Nunca he roto con el pasado negando lo que he hecho antes. Lo llevo mucho. Creo que es muy útil para el trabajo que hago ahora.
Además de la academia, asistió a la pasantía del Método Strasberg (de Lee Strasberg) dirigida por Michael Margotta (2003), a algunos seminarios y pasantías de danza e improvisación curadas por Monica Vannucchi (2004-2005) y al laboratorio de inglés dirigido por Wyn Jones. y Wendy Allnutt (GuildHall Academy of London) sobre un texto de Patrick Marber (2005). En el teatro, entre otros, cabe destacar la participación en diversos papeles en los espectáculos: La sala dei professori de Piero Maccarinelli (2003), Crimini e Misfatti de M. Ferrero (2004) y Los tres mosqueteros (I tre moschettieri) de Attilio Corsini (2004). Mismo año y mismo director para Central Park West seguido de A solo y Tre drammi brevi (ambos de 2005) de Lorenzo Salvetti y Vitaliano Trevisan respectivamente. Firma su primera dirección en 2006 con Otelo de Shakespeare, luego le toca el turno a Cuatro habitaciones con baño también de Trevisan y de nuevo como director con What a Face (2007). En 2007 también participó en Honour de J. Murray Smith y A casa dell'Ingegner Monte Martini de Franco Pero. Gentili vuelve a dirigir de nuevo en el teatro en 2008 (su tercera dirección) con Il misantropo para luego trabajar para Piero Maccarinelli en Il Romanzo di Ferrara.

### Actividades relacionadas
El 26 de noviembre de 2020 se publicó su primer libro Gli immutabili, para La nave di Teseo.

## Vida personal
Veronica Gentili es la hermana menor de Alessandro Vespignani, profesor de física, informática y ciencias de la salud en la Universidad del Nordeste de Boston y director y fundador del Laboratorio de modelado de Sistemas Biológicos y Sociotécnicos.

## Filmografía

### Cine
| Año  | Título                     | Personaje         | Director                     |
| ---- | -------------------------- | ----------------- | ---------------------------- |
| 1999 | Come te nessuno mai        | Francesca         | Gabriele Muccino             |
| 2007 | Family Game                | Secretaria        | Alfredo Arciero              |
| 2007 | Signorina Effe             | Cecilia           | Wilma Labate                 |
| 2009 | Le ombre rosse             | Rossana           | Francesco Maselli            |
| 2011 | Passannante                | Reina Margherita  | Sergio Colabona              |
| 2011 | Balkan Bazar               | Orsola            | Edmond Budina                |
| 2012 | L'Isola dell'angelo caduto | Esposa inglesa    | Carlo Lucarelli              |
| 2013 | Third Person               | Flower Seller     | Paul Haggis                  |
| 2013 | Vinodentro                 | Miriam Poggiolini | Ferdinando Vicentini Organni |

### Televisión
| Año        | Título                                       | Personaje          | Notas         |
| ---------- | -------------------------------------------- | ------------------ | ------------- |
| 2005, 2008 | Provaci ancora prof!                         | Camilla Baudino    | 8 episodio    |
| 2006       | Don Matteo                                   | Chiara Nardi       | 1 episodio    |
| 2008-2010  | Roma criminal (Romanzo criminale - La serie) | Vanessa            | 3 episodios   |
| 2011       | Il commissario Rex                           | Laura Lorenzi      | 1 episodio    |
| 2011       | Viso d'angelo                                | Veronica Capasso   | 4 episodios   |
| 2012       | R.I.S. Roma 3 - Delitti imperfetti           | Antonella Merasani | Episodio 3x18 |

### Cortometrajes
| Año  | Título                   | Personaje | Director              |
| ---- | ------------------------ | --------- | --------------------- |
| 2007 | I colpevoli              |           | Svevo Moltrasio       |
| 2011 | Tempus                   | Caterina  | Ivano Fachin          |
| 2015 | La casa delle conchiglie | Vivien    | Domiziano Cristopharo |
| 2016 | Sarà per un'altra volta  |           | Adriano Giannini      |

## Programas de televisión
| Año           | Título                        | Cadeña   | Role                                                  |
| ------------- | ----------------------------- | -------- | ----------------------------------------------------- |
| 2013          | Piazzapulita                  | La7      | Comentarista                                          |
| 2016          | Coffee Break                  | La7      | Comentarista                                          |
| 2017          | L'aria che tira               | La7      | Comentarista                                          |
| 2017          | TGTG                          | TV2000   | Conductora                                            |
| 2018          | Dalla vostra parte            | Rete 4   | Comentarista                                          |
| 2018          | TG4                           | Rete 4   | Conductora                                            |
| 2018-2021     | Stasera Italia                | Rete 4   | Conductora de versiónWeekend, Estate, News y Speciale |
| 2021-presente | Controcorrente                | Rete 4   | Conductora                                            |
| 2021-2023     | Controcorrente - Prima serata | Rete 4   | Conductora                                            |
| 2021          | Buoni o cattivi               | Italia 1 | Conductora                                            |

## Obras
- Gli immutabili. 2020. p. 224. ISBN 88-9395-080-4.